# Agresor sexual
Se denomina agresor sexual al individuo que ataca o agrede a otro, sea adulto, adolescente, niño o niña, con el fin de dominarlo sexualmente, tanto sea en forma de abuso sexual como de violación.

## Concepto
La noción de agresor sexual ha ido cambiando con el tiempo, según cómo han ido cambiando los conceptos de propiedad, cuerpo, derechos o libertad sexual.
Por ejemplo, en la Antigua Roma el modelo de sexualidad era la relación del amo con sus subordinados (esposa, pajes, esclavos), es decir, el sometimiento. En la moral sexual la oposición era someter/ser sometido: mientras que someter era loable, ser sometido era vergonzoso. Sin embargo, cuando se trataba de una mujer, un niño o un esclavo era lo natural. No existía el concepto de agresor sexual como existe ahora porque el varón adulto, en especial el pater familias, era quien ostentaba el poder absoluto y era el dueño absoluto de los cuerpos de su esposa, domésticos, esclavos y esclavas. Si el pater familias deseaba tomar posesión sexual de alguno de ellos estaba en su derecho y no era considerado un agresor sexual. Sí lo eran, en cambio, otros que se atrevieran a utilizar sexualmente a alguien de la propiedad del pater.
En esa época no se pensaba en una lesión de la libertad sexual porque ni las mujeres ni los esclavos podían decidir con quién mantener relaciones sexuales.
El sometimiento sexual violento de una mujer por parte de un varón que no era su marido era un ataque a la propiedad privada del padre o el marido de la mujer, una ofensa a la propiedad privada y no una ofensa sexual hacia la víctima.
El concepto de agresor sexual aparece simultáneamente con la noción de derechos sexuales, apropiación y valoración del propio cuerpo.
Los primeros estudios sobre los agresores sexuales datan del siglo XIX cuando  Richard von Krafft-Ebing publica su famosa «Psychopathia Sexualis» en 1886 y propone designar a la perversión sexual en la cual la satisfacción  está ligada al sufrimiento o la humillación infligidas al otro con el nombre de sadismo. Podemos nombrar a Havelock Ellis, quien  comienza a estudiar las perversiones sexuales y a Albert Moll con  su «Perversions», publicada en 1891. Otro precursor fue Sigmund Freud con sus «Tres ensayos sobre teoría sexual», publicada en 1905.
Desde entonces numerosos científicos, médicos, psiquiatras, psicoanalistas, psicólogos y sexólogos se han dedicado al estudio de las agresiones sexuales, la repercusión en la personalidad de la víctima y el perfil del agresor.

## Etiología
Existen diversas teorías sobre el origen de la delincuencia sexual. Aunque algunos investigadores toman en cuenta los factores biológicos y genéticos, la gran mayoría coincide en que  los orígenes del comportamiento desviado de los agresores sexuales se encuentra en la infancia de estos sujetos.

### Factores biológicos
Entre los factores biológicos aparecen:
- Funcionamiento cerebral anómalo
- Esteroides sexuales anormales

Los comportamientos agresivos tienen su base en el sistema endócrino con distintos mediadores bioquímicos. Los investigadores estudiaron tanto los niveles de testosterona como las hormonas sexuales esteroides.  Algunos estudios hablaron de que la alta intensidad de los impulsos sexuales incontrolables se deberían a  los altos niveles de testosterona que tendrían los agresores sexuales. sin embargo existen otros estudios que han encontrado niveles muy bajos de testosterona en agresores sexuales e incluso agresores sexuales castrados.
Las hormonas sexuales esteroides tienen la función de organizar y activar tanto el comportamiento sexual tanto como el agresivo. La activación se produce durante la pubertad y la primera adolescencia, momento en el que el joven debe aprender a controlar sus impulsos, su agresión y su sexualidad de forma adecuada socialmente. Los estudios demuestran que durante la pubertad y el desarrollo hormonal los factores ambientales tienen preponderancia en el aprendizaje de la forma en que el joven aprende a canalizar su sexualidad y su agresividad. Es la época en la que el adolescente debe aprender a separar el sexo de la agresión y aprender a controlar sus impulsos tanto sexuales como agresivos para inhibir la agresión en el contexto sexual. Es por eso que el comportamiento sexual de un varón adulto normal difiere considerablemente del comportamiento de un adolescente que recién está experimentando. Este aprendizaje forma parte del factor social y ambiental y no del factor biológico inherente a todos los varones de la especie humana.
Entre los estudios realizados con medición de hormonas se encontró que solo una minoría de los violadores estudiados tenían niveles altos de hormonas sexuales esteroides.

### Factores culturales
Las  teorías socio-ambientales sobre el origen de la delincuencia sexual identifican el papel protagónico de factores específicos:
- Vínculos paterno-filiales
- Soledad y estilos de apego
- Historia sexual juvenil
- Influencias socioculturales
- Control de los impulsos
- Pornografía
- Autoestima
- Empatía
- Soledad emocional
- Distorsiones cognitivas

Las investigaciones indican que la mayoría de los abusadores han sido a su vez abusados de niños. Algunos estudios, incluso, llegan a probar que el 82% de los abusadores de niños han sido abusados sexualmente en su infancia.
Sin embargo no todos los niños abusados se convertirán en abusadores, además del abuso en si, intervienen muchos otros factores. Menos de un tercio de los niños que han sido abusados sexualmente se convertirán en adultos agresores sexuales.
Dado que, como no conocemos la incidencia real de las agresiones sexuales porque en su mayoría no son denunciadas, debemos suponer que la mayoría de los niños abusados no llegarán a convertirse nunca en victimarios.
Sin embargo, no es el abuso el único motivo por el que se convierten en agresores sexuales de adultos. La dificultad primordial de los agresores sexuales es la del control de sus impulsos, del  control de  la agresividad y la expresión sana de sus deseos sexuales. En la manera de aprender a controlar la propia agresión y la expresión de las necesidades sexuales se sabe que el medio-ambiente cumple un rol fundamental.  La capacidad de establecer relaciones íntimas, maduras afectivamente y respetuosas del otro, depende en su mayor parte de la calidad de las relaciones afectivas del niños con sus primeros cuidadores, es decir, sus padres o sus sustitutos.
La soledad emocional es un predictor de ira, agresión y hostilidad en general y, en los varones adultos, lo es de ira y hostilidad hacia las mujeres en particular. Esto se ve corroborado en el caso de los agresores sexuales, quienes  suelen carecer de relaciones reales afectivas verdaderas, amigos cercanos importantes  y suelen sentirse muy solos socialmente, aún a pesar de estar rodeados de gente.
Los delincuentes sexuales muestran déficits significativos en sus relaciones interpersonales, en sus vínculos con los demás, tienen menos relaciones íntimas o estrechas en sus vidas y están muchos más solos que el resto de los delincuentes comunes y el resto de las personas.
Existen estudios que muestran que la depresión, la ansiedad y la sensación de soledad desinhiben la represión y aumentan la posibilidad de llevar a cabo actos agresivos sexualmente.  Las agresiones sexuales desviadas se ven incrementadas cuando un individuo predispuesto a cometerla encuentra una oportunidad y se siente solo, angustiado, frustrado, deprimido o rechazado por una mujer.
El individuo debe tener una predisposición especial ya que un varón normal, a pesar de sentirse solo, deprimido, angustiado, frustrado o incluso alcoholizado  no cometerá una agresión sexual, ni violará a una mujer ni abusará de un niño aunque tenga la oportunidad, ya que le funcionarán sus propias barreras morales y su represión sexual normal.
Esta predisposición debemos encontrarla en la infancia del individuo. Los violadores  sexuales suelen provenir de familias disfuncionales, vivieron una infancia rodeada de abusos tanto físicos como psíquicos, es decir, fueron castigados físicamente en forma arbitraria, no relacionada con su mal comportamiento sino por capricho del adulto, y expuestos al maltrato emocional.
Hijos de padres abusivos que frecuentemente maltrataban a la madre, que odiaban a las mujeres, que maltrataban a sus hijos y no respetaban las necesidades ni físicas ni emocionales de sus esposas y sus hijos. Padres ausentes, rechazantes, insensibles, poco afectuosos, maltratadores y violentos.
Un agresor sexual es un individuo con pocas habilidades sociales, que se siente solo aunque esté rodeado de gente, que no logra satisfacer sus necesidades emocionales y sexuales de una manera adecuada,  que tiene un bajo control de sus impulsos, que posee una disposición a agredir al otro cuando se siente frustrado y que, finalmente, ha encontrado la oportunidad de perpetrar su agresión sexual.
Influencias socio-culturales
Las representaciones que los jóvenes ven en los medios de comunicación suelen describir a los varones como poderosos y agresivos y con derecho a tratar a las mujeres como deseen. La violencia en los programas de televisión ayuda a la aceptación social de la violencia. La violencia interpersonal, la dominación masculina y las actitudes negativas hacia las mujeres forman parte de los estereotipos comunes de las sociedades patriarcales. 
Algunos estudios antropológicos muestran que en las sociedades  que no son violentas las violaciones no son algo común mientras que en las sociedades guerreras, en  donde se exhalta la dominancia y la fortaleza masculina, las violaciones son mucho más frecuentes.

## Perfil del agresor sexual
La gente prefiere pensar que el agresor sexual o el abusador de niños  son «viejos verdes»,  personas con algún tipo de debilidad mental,  alcohólicos,  drogadictos, o vagabundos,  personas en las que fácilmente se hallarían evidencias de su monstruosidad, pero esto no es así.
Esta imagen que el imaginario social suele tener del agresor sexual, tanto sea del violador de mujeres adultas como del abusador sexual infantil dista mucho de la realidad. La gente se imagina al violador o abusador sexual como un monstruo, alguien fácilmente detectable, de aspecto peligroso y desagradable. La realidad es bastante diferente. El agresor sexual resulta ser, la gran mayoría de las veces, un individuo como cualquier otro, que no se puede distinguir del resto de las personas «normales».
Las violaciones sexuales contra adultos son cometidas casi exclusivamente por varones y la gran mayoría de las víctimas son mujeres, aunque también existe la violación de varones.
Las mujeres también pueden atentar contra la libertad sexual de los niños y adolescentes y participar, en mucho menor medida, en casos de abuso sexual infantil.
Una mujer tiene seis veces más probabilidades de ser atacada sexualmente o violada por un familiar que por un desconocido.
La dificultad mayor con la prevención del abuso sexual infantil es que se les enseña a los niños a desconfiar de los extraños cuando los agresores sexuales suelen ser conocidos cercanos de los niños: padres, familiares, maestros, líderes religiosos, entrenadores, vecinos, etc.
Las estadísticas muestran que el 97% de los agresores sexuales son varones adultos y suelen proceder de todas las razas, culturas, grupos étnicos, niveles sociales, niveles educativos y profesiones. 
Nunca una sospecha de agresión sexual puede quedar invalidada con el argumento de la ocupación del agresor: «es un buen padre», «es un buen maestro», «es un importante doctor»,  «es un destacado juez»,  «es un buen cura», etc.  Son personas de apariencia normal las que suelen cometer este tipo de agresiones.
Un agresor sexual puede ser un individuo educado, agradable, cortés, caballero, colaborador, trabajador, de buena familia, simpático, carismático.
Por estos motivos y, dado que todos los agresores sexuales  siempre niegan sus delitos, la única manera conocida hasta el momento de identificar a un agresor sexual es mediante la condena de un tribunal.
Cuando se trata de violaciones a varones el objetivo suele ser la humillación. También existen casos de adolescentes varones que abusan de niños, y en menor medida casos de mujeres abusadoras.
El agresor sexual suele ser  un individuo que manipula las percepciones, juicios y emociones de los demás con facilidad. Saben mentir con facilidad para negar sus delitos y evadir la condena.  Se trata de individuos con fuertes tendencias a mentir, que utilizan como mecanismos defensivos la negación, la minimización, la proyección, la racionalización y la parcialización para no sentir que mienten y sostener su autoimagen. Al aceptar solo fragmentos de la realidad no solo engañan al otro sino que se engañan a sí mismos para convencerse de que la víctima deseaba la agresión sexual y no asumir su responsabilidad ni sentirse culpables.
Nunca son honestos con la confesión de sus inclinaciones porque saben que irán a la cárcel. A esto se suman las distorsiones cognitivas de las que padecen. Un pedófilo de larga data puede minimizar su conducta y aducir que es su primera vez, o que no es un pedófilo y solo fue un desliz. O que el niño lo deseaba y lo consintió. Un violador puede minimizar su conducta y aducir que la mujer consintió y hasta autoconvencerse de ello.
El Massachusetts Treatment Center clasifica a los agresores sexuales en 4 tipos: 
- Por ira o venganza: Estos agresores buscan el daño y la humillación de la víctima. También se denomina de agresión desplazada, ya que la víctima no ha tenido un papel directo.
- Compensatorios: Su objetivo es claramente sexual, normalmente no se llega a producir agresión física. En caso de resistencia de la víctima es posible que desista. Tiene una baja autoestima, por lo que intenta demostrar su «poderío social».
- Agresivo sexual: Ejercen violencia, llegando a matar en muchos casos. La violencia les excita, creen que están en un juego. Si están casados suelen ejercer violencia de géneros sobre sus parejas.
- Impulsivo: Agreden sexualmente cuando surge la ocasión, normalmente cuando se cometen otros delitos.

Perfiles psicopatológicos
Los perfiles psicopatológicos de los agresores sexuales constituyen una herramienta crucial en la psicología forense para entender los factores psicológicos y patrones de conducta asociados a la comisión de delitos sexuales, esta evaluación es lo que permite identificar variables de riesgo de reincidencia y facilitar el diseño de intervenciones terapéuticas adecuadas.
Un modelo que se ha utilizado bastante para clasificar a los agresores sexuales es el de Knight y Prentky, quienes proponen tres categorías principales:
Agresor impulsivo u oportunista: Actúa sin planificación y aprovecha las situaciones oportunas para agredir. No busca tener el control ni una gratificación sádica, sino satisfacer un impulso momentáneo, a menudo bajo la influencia de emociones intensas o sustancias.
Agresor de poder o dominador: Su motivación principal es afirmar su dominio sobre la víctima, aunque el acto es planificado, suele evitar causar daño físico excesivo, ya que su objetivo es la sumisión de la víctima y satisfacer una necesidad de control.
Agresor sádico o agresivo-sádico: Obtiene placer de la violencia extrema y el sufrimiento de la víctima, este tipo es altamente peligroso, caracterizado por rasgos psicopáticos y una inclinación al sadismo, lo que lo hace propenso a la reincidencia y difícil de tratar.
Estos subtipos permiten distinguir entre diversas motivaciones y características psicológicas que presentan los agresores, como la búsqueda de gratificación inmediata, el deseo de control o la agresividad extrema.
En el ámbito de la personalidad, también existen diversos estudios que han documentado que los agresores sexuales presentan altos niveles de rasgos psicopáticos, particularmente en dimensiones como la impulsividad, la falta de empatía y el comportamiento manipulador. El Psychopathy Checklist-Revised (PCL-R) es una herramienta comúnmente empleada en el ámbito forense para evaluar la presencia de psicopatía en estos individuos, dado que los puntajes elevados en este instrumento se asocian con una mayor probabilidad de reincidencia y conductas agresivas.
Herramientas de evaluación como el Static-99 y el Stable-2007 también son relevantes en la valoración del riesgo de reincidencia en agresores sexuales, ya que miden factores dinámicos y de estabilidad emocional.
En conclusión, el estudio de los perfiles psicopatológicos de los agresores sexuales es fundamental para la psicología forense, ya que permite identificar patrones de conducta, motivaciones y factores de riesgo asociados a la reincidencia.

## Tipo de agresión
Las investigaciones muestran que tanto el violador de mujeres adultas como el abusador de niños necesitan sentir poder y control sobre su víctima. Buscan seres indefensos o más débiles para sentirse fuertes y poderosos. Las violaciones sexuales suelen ir acompañadas por actos violentos y degradaciones de la víctima. Lo que busca el agresor es la humillación de la víctima más que la descarga erótica. Las estadísticas muestran que más del 70% de los violadores realizan actos de violencia gratuita contra sus víctimas y disfrutan humillándolas. Control, poder, dominación y hostilidad son las características que no faltan en un ataque sexual. Pareciera que la sexualidad es el recurso encontrado por el agresor sexual para lograr su objetivo, que es el ejercicio del poder y alcanzar un sentimiento de control sobre la víctima. Es por eso que muchos autores insisten en que la violación tiene más que ver con control que con sexualidad.

## Prevalencia
Las estadísticas no reflejan la cifra real de violaciones ya que la mayoría de las víctimas no realiza la denuncia. Sobre la base de numerosas encuestas realizadas en los Estados Unidos los investigadores llegaron a calcular que, debido al temor y la vergüenza de la víctima,  solo se denuncian el 10% de los ataques sexuales padecidos, por lo que resulta imposible determinar la incidencia real de las agresiones sexuales.
Lo que si se sabe es que aquellos países en los cuales las mujeres y los niños son tratados como una propiedad que el varón puede utilizar a su antojo, aquellos en los cuales la sociedad patriarcal es más discriminatoria, y las mujeres y los niños son tratados como objetos, son aquellos en los que los índices de violaciones de mujeres y de abuso sexual infantil son mayores.
También sucede que el sistema judicial encarcela con mayor facilidad a los agresores sexuales que provienen de las capas más bajas de la sociedad o que pertenecen a las minorías raciales que a los que provienen de los estratos más altos de la sociedad.
Las estadísticas señalan a los padres biológicos y no a los padrastros o extraños, como los principales responsables de los abusos sexuales infantiles.

## Tratamiento
Muchos países han empezado a desarrollar programas de tratamiento para agresores sexuales.
En Estados Unidos había 20 programas de tratamiento para agresores sexuales en 1983 y más de 700 en 1994.
Los programas de tratamiento suelen ser psicológicos, cognitivo-conductuales, desde que se demostró la ineficacia de la castración en la década de los '60 y, en los '80, la ineficacia de la castración química.
En la prisión de Picassent, en Valencia, existe un programa de tratamiento para agresores sexuales desde 1999.
En las prisiones, los internados por agresión sexual (violetas, en argot carcelario), son frecuentemente excluidos por el resto de presos y se convierten en objetivo preferente de agresión, por lo que se les somete a vigilancia especial por parte de la dirección.
Existen programas dirigidos exclusivamente al clero.
Las agresiones sexuales son un gran problema entre adolescentes y estudiantes universitarios en todo el mundo. Una estrategia prometedora para prevenir estas agresiones es la implementación de programas de prevención de agresiones sexuales para educar a transeúntes, que fomenten la intervención de los jóvenes cuando estos sean testigos de este tipo de incidentes o adviertan señales de que existe algún tipo de agresión sexual. Se ha planteado examinar los efectos que estos programas tienen en cuanto al conocimiento y las actitudes relacionadas con las agresiones sexuales, el comportamiento de los transeúntes, su intervención al momento de presenciar una agresión sexual, entre otros factores. 
Una revisión sistemática de 27 estudios, la mayoría realizados en Estados Unidos, y uno llevado a cabo en Canadá y el otro en la India, concluyó que los programas para concientizar a los transeúntes tienen efectos positivos en cuanto a la intervención de los mismos, aunque no existe evidencia que muestre impacto alguno en las tasas de incidencia de agresiones sexuales. Sin embargo, aún quedan preguntas importantes por responder, que requieren una exploración más profunda y en contextos fuera de Estados Unidos para comprender mejor el rol de los programas de transeúntes en todo el mundo.
En muchos países se han implementado programas de tratamiento de delincuentes sexuales para reducir la reincidencia, como parte de una estrategia de manejo de este grupo de delincuentes. No obstante, existe cierta controversia con respecto a su efectividad. Por tal motivo, se ha planteado comparar grupos de delincuentes sexuales tratados, con grupos de control equivalentes que no han sido sometidos a dicho tratamiento, para probar si existen diferencias entre ambos grupos en cuanto a la reincidencia de delitos sexuales y de otro tipo.
Una revisión sistemática de 27 estudios, provenientes de siete países y más de la mitad realizados en Norteamérica, encontró que existe, en promedio, una reducción significativa en las tasas de reincidencia para los grupos tratados. Específicamente, la tasa de reincidencia de delitos sexuales fue de 10,1% para los delincuentes tratados, en comparación con 13,7% para el grupo sin tratamiento. Sin embargo, existe demasiada heterogeneidad entre los resultados de los estudios individuales como para poder sacar conclusiones acerca de la efectividad general de este tipo de tratamiento. Se necesitan entonces más estudios, especialmente fuera de Norteamérica, que permitan obtener conclusiones más sólidas.

## Agresiones sexuales en grupo: Teoría Multifactorial de las Agresiones Sexuales en Grupo[32]
Las agresiones sexuales en grupo son una categoría diferente de las agresiones sexuales de un solo delincuente, y muchas variables indican que las pueden explicarse mejor por factores sociales y situacionales que por motivos sexuales. De hecho, se presentan como una forma de entretenimiento o responde a una actividad grupal de riesgo tal vez por imitación de otros comportamientos, la influencia de un líder, etcétera, más que por razones de desviación sexual.
El único modelo explicativo formulado hasta ahora es la Teoría Multifactorial de las Agresiones Sexuales en Grupo ideado por Harkins y Dixon. Estos autores en su teoría proponen  la existencia de diversos factores en las agresiones: individuales, contexto sociocultural y situacionales. La presencia de estos tres factores y la combinación entre ellos aumentan la probabilidad de que se pueda llevar a cabo una agresión sexual
| Factores individuales    | · Intereses sexuales desviados · Cogniciones: distorsiones cognitivas · Técnicas de neutralización: · Influencia del líder. |
| Factores socioculturales | · Cultura de la violación y mitos de la violación. · Dominación masculina y subculturas masculinas.                         |
| Factores situacionales   | · Vinculación masculina. · Guerras, entornos marginales.                                                                    |

Harkins y Dixon indican que los estos factores se desarrollan en interacción, dando lugar a otros procesos combinado, entre los que se pueden destacar:
1. Comparación social: explica cómo forman parte de un delito sexual los miembros del grupo y cómo se mantiene el comportamiento por parte del grupo. Cuando ocurre un desacuerdo, primero el grupo tratará de persuadir al otro de su forma de pensar, pero en caso de que esto no funcione, se producirá el rechazo del miembro del grupo disidente  a menos que se ajusten.
2. Dominación social: que postula que la discriminación grupal tiende a ser sistemática porque las ideologías sociales ayudan a coordinar las acciones de instituciones e individuos.
3. Conformidad (incluso obediencia): se refiere a los casos en los que una persona cambia sus actitudes, declaraciones o comportamiento para adherirse a una norma de grupo. Las influencias sociales normativas que afectan la conformidad se basan en recompensas y castigos que son controlados por el grupo.
4. Corroboración social. Dentro de los grupos, la corroboración social se puede crear cuando otros están de acuerdo con nuestras actitudes o elecciones, lo que puede ser una fuente de mayor confianza.
5. Desindividuación: crea un estado psicológico único en el que el comportamiento queda bajo el control de las demandas situacionales inmediatas y los impulsos biológicos y hormonales. La acción reemplaza al pensamiento, la búsqueda del placer inmediato domina la gratificación retrasada y las decisiones restringidas conscientemente dan paso a respuestas emocionales sin sentido.
6. Pensamiento de grupo: Es una forma de pensamiento que surge cuando las personas están tan involucradas en un grupo cohesivo, que la búsqueda de consenso o de unanimidad supera, y deja en segundo plano, la valoración realista de las líneas de acción alternativas.